# USS Sampson (DD-63)
USS Sampson (DD-63) – amerykański niszczyciel, okręt główny typu Sampson będący w służbie United States Navy w czasie I wojny światowej. Nazwa okrętu pochodziła od admirała Williama T. Sampsona (1840–1902).
Stępkę okrętu położono 21 kwietnia 1915 w stoczni Fore River Shipbuilding Company. Zwodowano go 4 marca 1916, matką chrzestną była Marjorie Sampson Smith. Jednostka weszła do służby 27 czerwca 1916 w Boston Navy Yard, pierwszym dowódcą został Commander B. C. Sampson.
Kontrtorpedowiec "Sampson" został przydzielony do 9 Dywizjonu wchodzącego w skład Atlantyckich Sił Niszczycieli (ang. Atlantic Destroyer Force) i przeprowadził rejs odbiorczy w pobliżu zatoki Narragansett. Po odbyciu gier wojennych w rejonie Provicetovn opuścił Tompkinsville 15 maja 1917 i dołączył do eskorty konwoju ruszającego z Halifaksu. Do Queenstown w Irlandii dotarł 25 maja 1917. Rozpoczął służbę patrolową i eskortową w okolicach Wysp Brytyjskich bazując w Queenstown. Na jego rufie zainstalowano dwa miotacze bomb głębinowych brytyjskiej produkcji. 29 maja rozpoczął służbę mającą na celu obronę statków z zaopatrzeniem przez niemieckimi okrętami podwodnymi, którą to służbę prowadził do końca I wojny światowej.
18 czerwca 1917 "Sampson" uratował dwie małe łodzie wyładowane rozbitkami z SS "English Monarch" storpedowanego przez U-24. Uratował także kapitana i 13 marynarzy z SS "Elele" (kolejna ofiara U-24). Następnego ranka podniósł z wody kolejnych 17 ocalałych z "Elele", a 20 czerwca wyładował wszystkich w Queenstown. Niszczyciel odpowiadał także na inne wołania o pomoc oraz przeprowadzał kilka razy ataki mające na celu odpędzenie okrętów podwodnych widzianych w pobliżu konwojów. Okręty wypłynął z Brestu 12 grudnia by eskortować prezydenta USA Woodrow Wilsona płynącego na pokładzie transportowca "George Washington" do Europy na konferencję pokojową. Niszczyciel wrócił do Queenstown 14 grudnia i popłynął do Stanów Zjednoczonych 26 grudnia. Do New York Navy Yard dotarł 7 stycznia 1919.

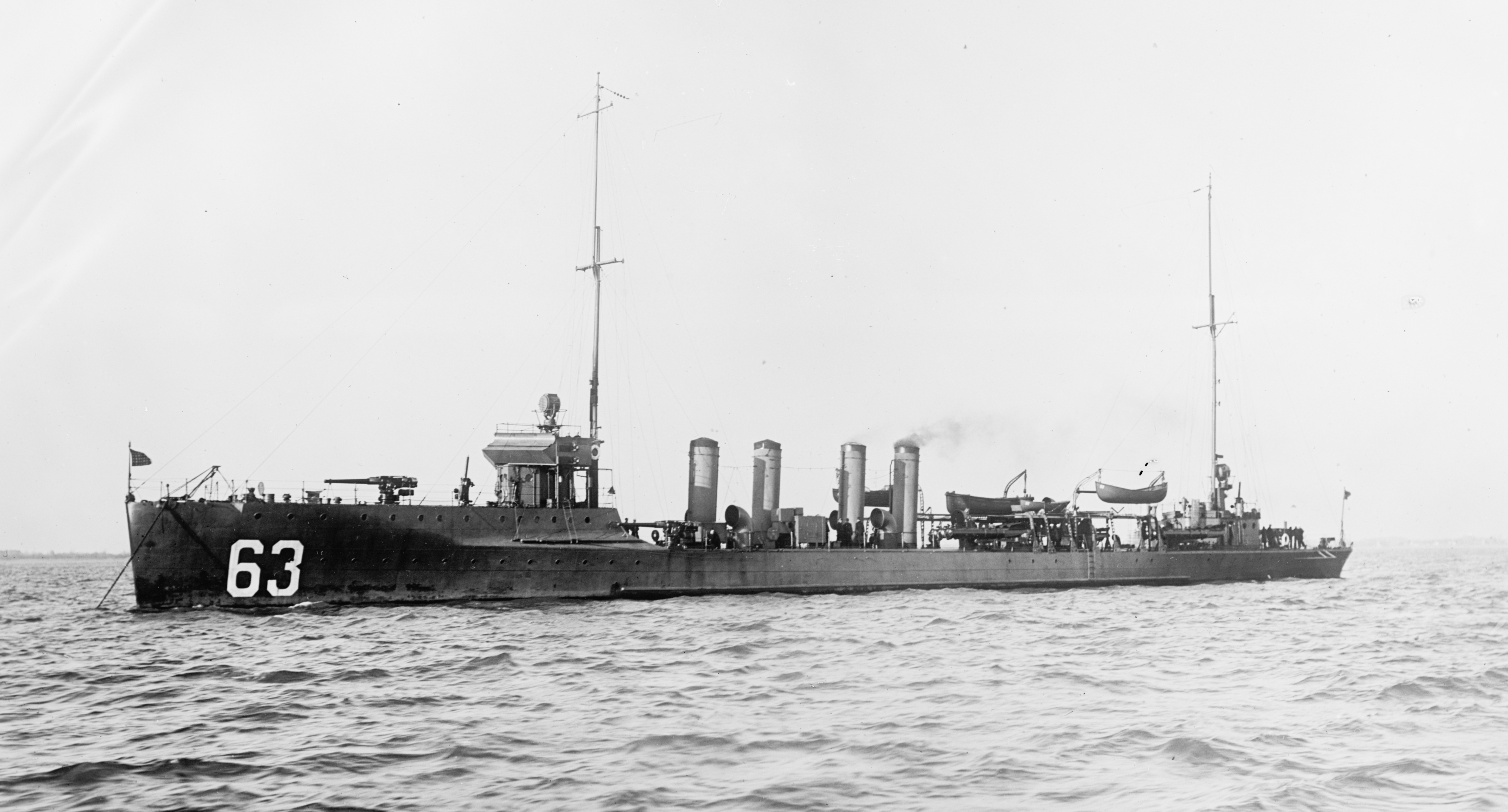
USS Sampson w 1916

Po remoncie w tej stoczni "Sampson" został przydzielony do 4 Dywizjonu 2 Flotylli Sił Niszczycieli (ang. 4th Division, 2d Flotilla, of the Destroyer Force) i popłynął 22 marca 1919 do bazy Naval Torpedo Station w Newport, z której miał operować. Zameldował się Inspektorowi Zaopatrzenia (ang. Inspector of Ordnance) w celu przeprowadzenia testów eksperymentalnych torped i min, ale ten przydział został przerwany w maju 1919. Asystował wtedy przy transatlantyckim przelocie wodnopłatowców NC-4, gdy te samoloty Marynarki dokonywały pierwszego transoceanicznego lotu. Do New York Navy Yard wszedł 1 grudnia 1919 na przegląd deaktywacyjny, który został zakończony 14 lutego 1921.
Po przeholowaniu do Philadelphia Naval Shipyard "Sampson" został wycofany ze służby 15 czerwca 1921. Pozostawał nieaktywny w czasie kolejnych lat, a 17 lipca 1935 został wydany rozkaz zezłomowania go zgodnie z ustaleniami londyńskiego traktatu morskiego. Nazwa okrętu została skreślona z listy jednostek floty 7 stycznia 1936. Były okręt został sprzedany na złom 8 września 1936 firmie Boston Iron and Metal Company, Inc. z Baltimore.